# Charles Hyon Song-mun
Pour les articles homonymes, voir saint Charles et Hyon (homonymie).
Charles Hyon Song-mun ou Charles Hyŏn Sŏng-mun (en coréen 현석문 가롤로) est un laïc chrétien coréen, martyr et saint catholique, né en 1799 à Séoul en Corée, mort décapité le 19 septembre 1846 à côté de Séoul.
Reconnu martyr et béatifié en 1968 par le pape Paul VI, il est solennellement canonisé à Séoul par Jean-Paul II le 6 mai 1984 avec 102 autres martyrs de Corée.
Saint Charles Hyon Song-mun est fêté le 19 septembre et le 20 septembre.

## Biographie
Charles Hyon Song-mun naît à Séoul en Corée, en 1799. Il est d'un famille de martyrs catholiques. Il a deux ans lorsque son père est martyrisé en 1801 ; sa sœur Bénédicte Hyon Kyong-nyon sera aussi martyre.
Fervent catholique et désireux que son pays puisse bénéficier d'évêques et de prêtres, il y introduit Laurent Imbert, le premier évêque en Corée. Il aide aussi le père Chastan dans ses visites des différents postes missionnaires.
Charles Hyon consacre sa vie à aider les missionnaires et les fidèles. Il est réputé pour son activité, comme pour sa personnalité chaleureuse, douce et simple. Lors des persécutions, en 1838, il veut se livrer aux autorités pour témoigner de sa foi, mais les missionnaires l'en dissuadent, pour qu'il puisse continuer à aider les autres catholiques. Quand le vicaire épiscopal Mgr Imbert est arrêté, il confie l'Église coréenne à Charles Hyon.
Après cette vague de persécutions, il écrit le récit des martyres (journal Kihae) et le distribue aux catholiques. Il envoie souvent des messagers à Pékin pour contacter des missionnaires, et accompagne le père André Kim Taegon en bateau à Shanghai. Revenu à Séoul, il met la maison du père Kim à son nom malgré les risques. Lorsque André Kim est arrêté, Charles Hyon transfère les biens de l'église dans une nouvelle maison qu'il achète.
Sur dénonciation d'un déménageur, il est arrêté le 10 juillet 1846 dans sa nouvelle maison. Thérèse Kim Im-i, Agathe Yi Kan-nan, Catherine Chŏng, Suzanne U et plusieurs autres femmes sont arrêtées en même temps. Dans la prison, Charles Hyon encourage les autres prisonniers.
Il n'est pas sûr qu'il ait été torturé, les sources et les témoignages divergent sur ce point ; mais il est condamné à mort. Charles Hyon Song-mun meurt décapité à Séoul le 19 septembre 1846,.

## Canonisation
Charles Hyon Song-mun est reconnu martyr par décret du Saint-Siège le 4 juillet 1968 et ainsi proclamé vénérable. Il est béatifié (proclamé bienheureux) le 6 octobre suivant par le pape Paul VI.
Il est canonisé (proclamé saint) par le pape Jean-Paul II le 6 mai 1984 à Séoul en même temps que 102 autres martyrs de Corée.
Saint Charles Hyon Song-mun est fêté le 17 février, jour anniversaire de sa mort, et le 20 septembre, qui est la date commune de célébration des martyrs de Corée.